# L'Artiste
L'Artiste è stata una rivista settimanale illustrata, pubblicata a Parigi dal 1831 al 1904, che trattava di belle arti, di letteratura, delle mostre e delle tendenze culturali dell'epoca. È stimata particolarmente la qualità delle sue stampe e dei suoi testi.

## Storia
La rivista L'Artiste, giornale di letteratura e di belle arti,  fu lanciato con questo titolo il 6 febbraio 1831 da Achille Ricourt, un pittore di Lille, grande amante del teatro. Il finanziamento venne fornito dall'imprenditore Aimé-Joseph Brame. Nel 1843 la rivista fu rilevata da Arsène Houssaye.
Originariamente L'Artiste si occupava ugualmente di belle arti e letteratura, ma dal 1859, la letteratura divenne il soggetto primario. In seguito assorbì la Revue de Paris.
La rivista ebbe importanti editori tra cui A. Ricourt, H. Delaunay e Arsène Houssaye. In particolare ha pubblicato opere di Honoré de Balzac, Gérard de Nerval, Théophile Gautier, Jules Janin, Théodore de Banville, Émile Zola, Henri Murger, Jules Champfleury, Charles Baudelaire, Joseph Méry, Eugène Sue, Alphonse Esquiros e Saro Cucinotta.
Nel 1881, Arsène Houssaye cede la rivista a Jean Alboize che opera una nuova svolta verso le belle arti ; il sottotitolo torna a essere «storia dell'arte contemporanea» diventando poi «rivista dell'arte contemporanea». Nel 1892, Alboize lancia un supplemento trimestrale, composto da dieci litografie originali ed inedite. Questo album nacque da un'iniziativa di Léonce Bénédite et Henri Patrice Dillon. Nel 1898, fu lanciata l'ultima serie: alcune stampe vennero offerte in premio agli abbonati. In questo periodo i collaboratori più regolari furono Jules Chéret, Roger Marx, e Louis Morin.
Nato a Carcassonne nel 1851, Alboize, che fu anche curatore del museo di Fontainebleau, morì nel 1904 e con la sua fine cessarono definitivamente le pubblicazioni della rivista.
Pierre Sanchez e Xavier Seydoux hanno pubblicato nel 2000 un repertorio completo di stampe pubblicate dalla rivista.